# Florentine Joop
Florentine Joop (* 1973 in Hamburg) ist eine deutsche Kinderbuchillustratorin, Malerin und Autorin.

## Berufliche Laufbahn
Nach dem Abitur am Wilhelm-Gymnasium in Hamburg nahm Florentine Joop ein Studium an der Hochschule für Angewandte Wissenschaften Hamburg auf. Bei Professor Rüdiger Stoye absolvierte sie den Studiengang Illustration, den sie mit einem Diplom in Illustration mit Schwerpunkt Kinderbuch abschloss. Zudem nahm sie an weiteren Ausbildungskursen teil, unter anderem am Museum für Kunst und Gewerbe im Porträtzeichnen, an der Kunstschule Blankenese und an einer Schreibwerkstatt bei den Professoren Klaus Ensikat und Klaus Hegewaldt.
Im Jahr 2000 kam das erste von Joop geschriebene und illustrierte Kinderbuch Bonifacio und das Geheimnis der Faultiere heraus. 2013 erschien ihr erster Roman, Harte Jungs.
Neben ihrer publizistischen Tätigkeit ist Joop auch als Malerin und in anderen kreativen Bereichen tätig. So  war sie von 2006 bis 2007 Dozentin an der Kunstschule Blankenese, richtete 2003 ein Künstler-Café in Hamburg ein und organisiert Ausstellungen. 2011 entwarf sie Bühnenbilder und Kostüme für das Kindermusical Wachgeküsst von und mit Christian Berg und der Musik von Konstantin Wecker, einer Inszenierung von Dornröschen im Winterhuder Fährhaus. Sie gehört zu den Herausgebern des Berliner Kunstmagazins ST.ART. Zudem betrieb sie bis 2009 in Potsdam das Restaurant Barokoko und bis 2011 in Berlin-Mitte das Restaurant Heinrich.
2012 gründete Florentine Joop gemeinsam mit weiteren Künstlern die Ateliergemeinschaft STU/DI/O.

## Privates
Florentine Joop ist Mutter von 2010 geborenen Zwillingen, einem Sohn und einer Tochter, und lebt mit ihrer Familie seit 2007 in Berlin. Ihren zweiten Ehemann, den Vater ihrer Kinder, heiratete sie 2007, lebt seit 2013 von ihm getrennt und ist von ihm geschieden. 2016 heiratete sie ihren dritten Ehemann, einen Medienkünstler. Sie ist eine Tochter von Wolfgang Joop und die Schwester von Jette Joop.

## Ausstellungen
- 2003: Diplom/Ausstellung in Hamburg mit Malereien zum Thema „Drei Schwestern“
- 2007 Ausstellung im „Kunsthaus Thalstrasse“ in Halle

## Publikationen (Auswahl)
- Bonifacio und das Geheimnis der Faultiere, Edition Riesenrad 2000 (Text und Illustration). ISBN 978-3-933697-83-7
- Don Igitti und die Bellkartoffel, 2001 (Text und Illustration). ISBN 978-3-933697-23-3
- Mit Alexander Kostinskij: Der kleine Insellöwe, 2001 (Illustration). ISBN 978-3-935746-17-5
- Mit Wolfgang Joop: Rudi Rubi, Rütten & Loening 2005 (Illustration). ISBN 978-3-352-00722-4
- Mit Sonja Bougaeva: Käpt´n Lotta und der vieräugige Herrmann (Text). Dressler 2007. ISBN 978-3-7915-1032-3
- Hamburger Backbuch der Top 5, 2007 (Illustration)
- Harte Jungs, Eichborn Verlag 2013. ISBN 978-3-8479-0530-1
- Mit Holger Much: Und wenn wir nicht gestorben sind... (Bruderherz), Edition Outbird 2023 (Text und Illustration). ISBN 978-3-948887-52-0